# Langwellensender

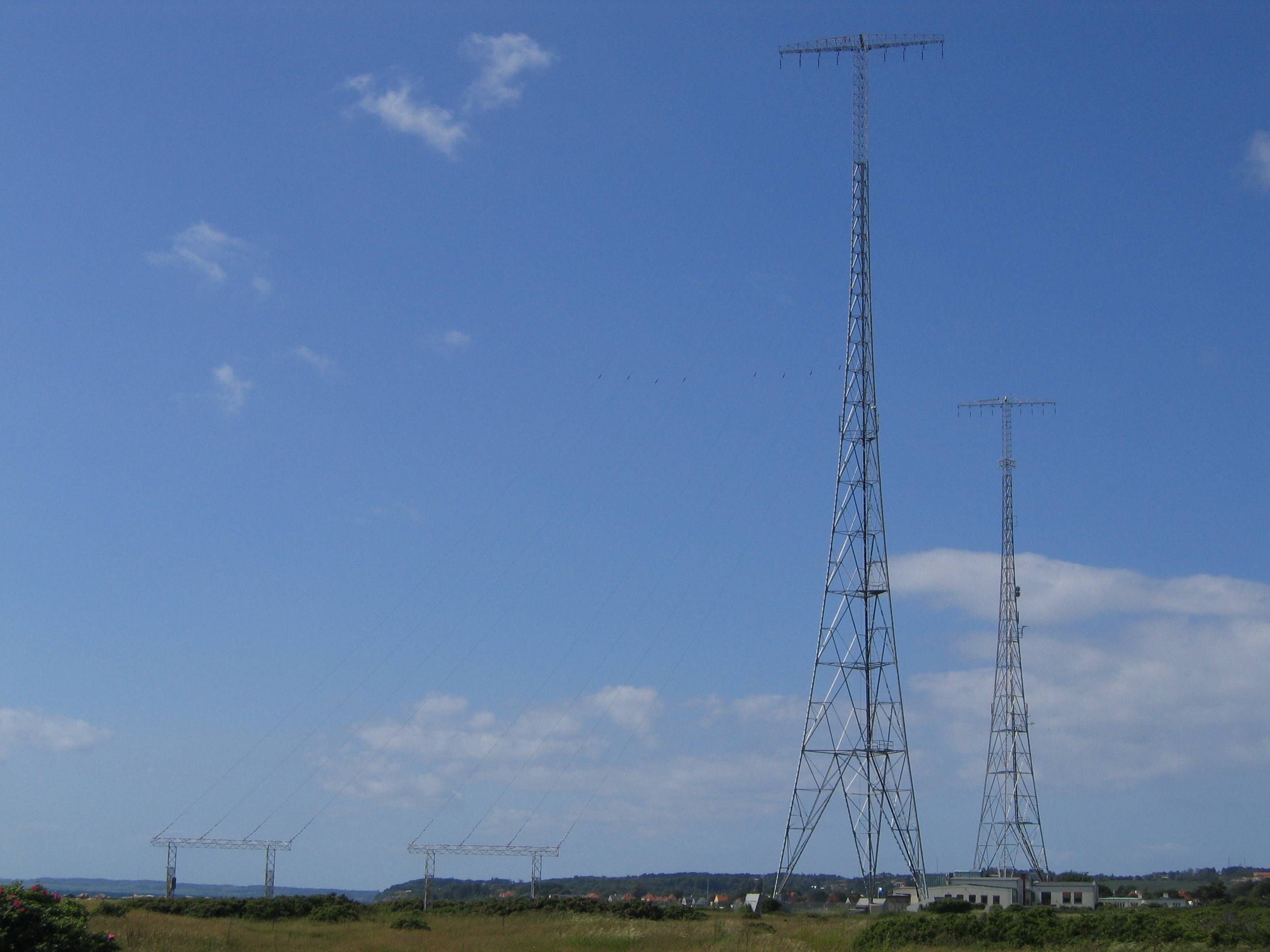
Alexanderson-Antennen des Radiosenders Kalundborg von Danmarks Radio

Ein Langwellensender ist eine Sendeanlage für elektromagnetische Wellen mit Frequenzen im Langwellenbereich, also im Frequenzbereich zwischen 30 kHz und 300 kHz, entsprechend Wellenlängen zwischen 1 km und 10 km.
Langwellensender dienen der Übertragung von Zeitzeichen, der Rundfunk-Versorgung, dem Versenden von Wetternachrichten des DWD als Funkfernschreiben oder im Faxformat, der Übermittlung von telegrafischen Nachrichten oder der Funknavigation. Ein schmales Frequenzband bei 137 kHz steht auch dem Amateurfunk zur Verfügung. Die Rundfunksender für Langwelle werden im Frequenzband zwischen 148,5 kHz und 283,5 kHz mit Leistungen von 10 bis 2500 kW betrieben. Die ersten kommerziellen Sender waren bis zur Einführung von Elektronenröhren im Senderbau oft Knallfunkensender, später auch Löschfunkensender, Lichtbogensender oder Maschinensender.
Die Festlegung der verwendeten Sendefrequenzen, der Sendeleistungen und ob und in welcher Form Richtstrahlung verwendet werden darf, wurde 1974/75 im Genfer Wellenplan festgelegt, der am 23. November 1978 in Kraft trat. Inzwischen wurden einige Nachkoordinierungen dieses Plans auf zwischenstaatlicher Ebene durchgeführt. In Deutschland gibt die Bundesnetzagentur den jeweils aktuellen Frequenzplan heraus.

## Sendeantennen

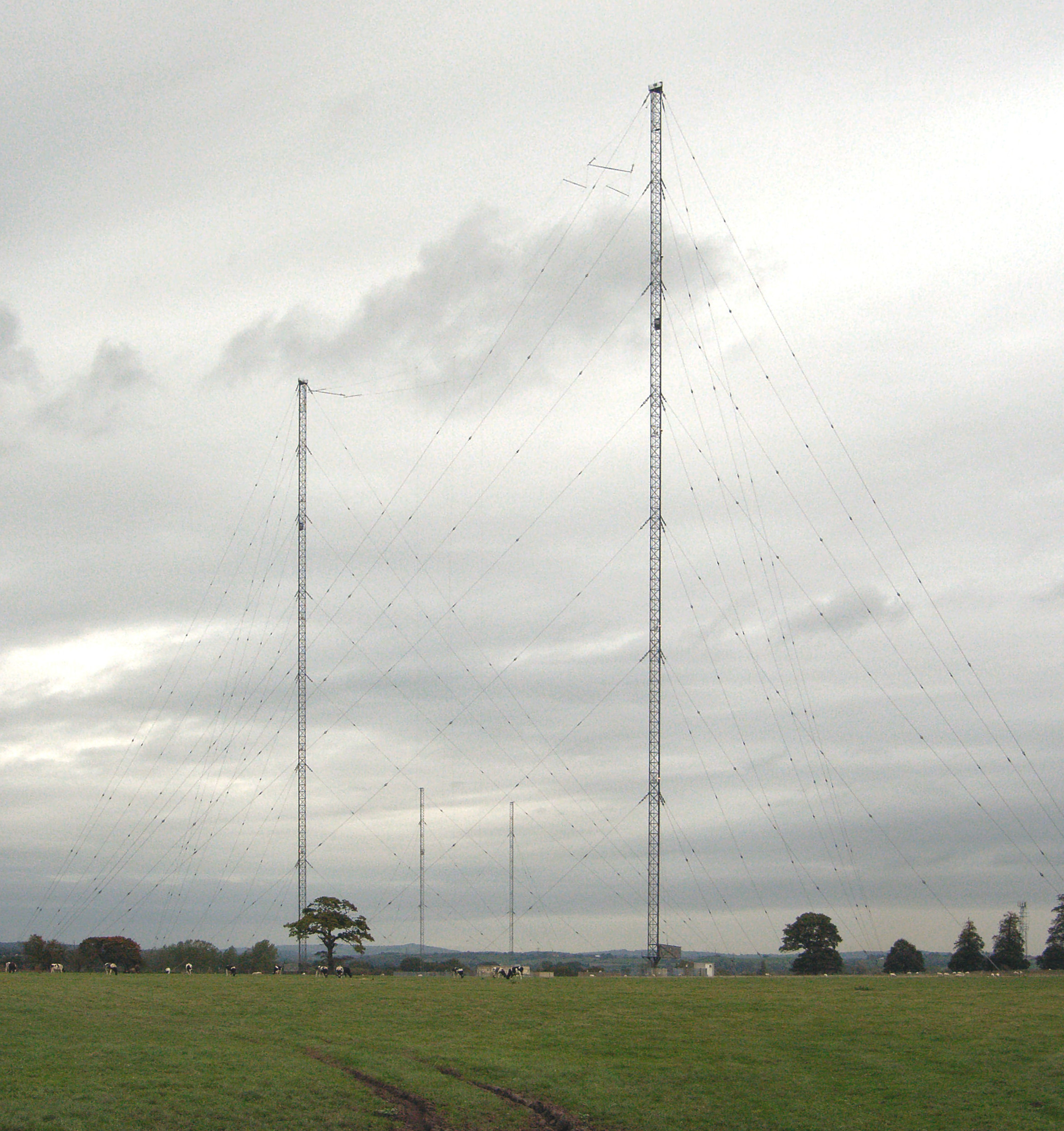
Der Sender Droitwich der BBC, Leistung 500 kW

Für große Wellenlängen von ein bis zehn Kilometer werden entsprechend große, zum Teil sehr hohe Sendeantennen benötigt. Einige Sendeantennen von Langwellensendern (z. B. der Sendemast Konstantynów mit 646 m) gehörten zu den höchsten Bauwerken der Erde.
Als Sendeantennen für Rundstrahlung kommen meist gegen Erde isolierte selbststrahlende Sendemasten mit Fußpunktspeisung oder geerdete selbststrahlende Sendemasten mit Obenspeisung, manchmal auch Reusen- oder T-Antennen zum Einsatz.
Für Richtstrahlung werden Anordnungen aus mehreren selbststrahlenden Sendemasten verwendet. Daneben werden gelegentlich auch an geerdeten Türmen oder Masten montierte Vertikalreusen, zwischen zwei meist gegen Erde isolierten Türmen oder Masten gespannte T-Antennen, Alexanderson-Antennen oder Schirmantennen verwendet.
Für Funkfeuer (NDB) werden meist nur etwa zehn Meter hohe, gegen Erde isolierte freistehende Rohrmasten verwendet. Gelegentlich werden auch Anordnungen mit mehreren Masten verwendet, entweder um eine Richtwirkung zu erzielen oder um das Gebiet des nahschwundfreien Empfangs zu vergrößern (schwundmindernde Sendeantenne).
Gelegentlich wird auf „neuartige“ Antennen verwiesen, wie im Falle der Cross-Field-Antennen. Im Prinzip sind diese Teslaspulen. Als Sendeantenne ist von diesen aber, aufgrund extrem hoher Verluste, keine nennenswerte Funkversorgung zu erwarten.
Aus diesem Grund ist sehr genau zwischen einer Sende- und einer Empfangsantenne zu unterscheiden. Eine weitere, andeutende Begründung findet sich unter Antennentechnik. Eine Ausnahme wäre derzeit ihr Einsatz in RFID-Lösungen, welche im Nahfeld der Antenne mit Reichweiten von einigen Dezimetern arbeiten.
Langwellensender für die Übermittlung telegrafischer Nachrichten verwenden meist an gegen Erde isolierten Masten oder Türmen aufgehängte T-Antennen oder selbststrahlende Sendemasten mit Dachkapazität (Schirmantennen). Es werden Leistungen bis 100 Kilowatt verwendet.
Langwellensender für Funknavigationdienste verwenden, wenn sie wie Decca und LORAN-C mit großer Leistung betrieben werden, selbststrahlende Sendemasten mit Dachkapazität als Sendeantenne. Langwellensender für Funknavigationdienste mit kleiner Leistung wie NDBs verwenden meist kleine, gegen Erde isolierte Rohrmasten, die durch ihre Höhe von nur zehn Metern kaum auffallen.

## Bekannte Sendeanlagen

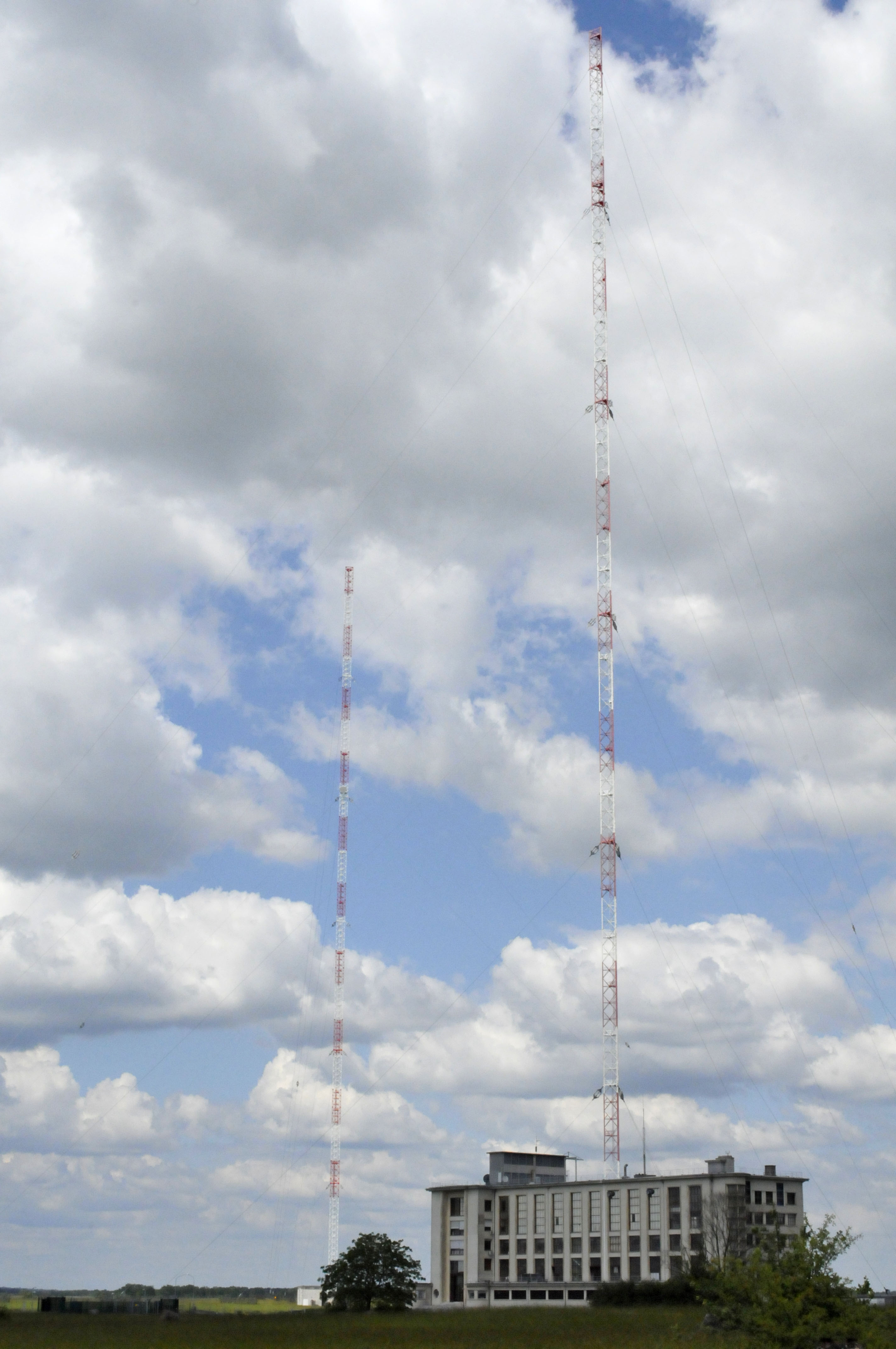
Der Sender Allouis von Radio France, Leistung 2000 kW

### Aktive LW-Sendeanlagen
Rundfunk:
- Langwellensender Kenadsa (Algerien – 153 kHz)
- Langwellensender Tipaza (Algerien – 252 kHz)
- Radiosender Kalundborg (Dänemark – 243 kHz – von Oktober 2008 bis Sommer 2011 DRM, jetzt (Stand Februar 2022) wieder AM)
- Langwellensender Droitwich (Großbritannien – 198 kHz – BBC Radio 4)
- Langwellensender Helissandur (Island – 189 kHz)
- Langwellensender Ingøy (Norwegen – 153 kHz)
- Rundfunksender Solec Kujawski (Polen – 225 kHz)
- Langwellensender Bod (Rumänien – 153 kHz Antena Satelor)

Sonstige:
- Langwellensender DCF77 (Deutschland – Mainflingen 77,5 kHz – Zeitzeichensender)
- Langwellensender DCF39 (Deutschland – Burg 139 kHz – Funkrundsteuertechnik)
- Langwellensender DCF49 (Deutschland – Mainflingen 129,1 kHz – Funkrundsteuertechnik)
- Langwellensender DDH47 (Deutschland – Pinneberg 147,3 kHz – Seewetterdienst)
- Langwellensender Radom (Polen – 55,75, 58,25, 62,45, 64,90, 76,35, 80,50, 81,35 kHz)
- Sender Allouis (Frankreich – 162 kHz Zeitzeichen, früher AM)

### Inaktive LW-Sendeanlagen
- Sender Burg (Deutschland – ex 261 kHz, zurzeit DCF39)
- Langwellensender Lahti (Finnland – ex 252 kHz)
- Sender Raszyn (Polen – 198 und 225 kHz)
- Sendeanlage Caltanissetta (Italien – ex 189 kHz)
- Junglinster (Luxemburg – ex 234 kHz)
- Langwellensender Motala (Schweden – ex 189 kHz)
- Sender Wakarel (Bulgarien – ex 261 kHz)[1]
- Sender Königs Wusterhausen (Deutschland – ex 177 kHz Reservesender für Sender Zehlendorf)
- Sender Roumoules (Frankreich – ex 216 kHz RMC Info)

### Ehemalige LW-Sendeanlagen
- Sender Zehlendorf (Deutschland – 177 kHz – abgeschaltet 31. Dezember 2014)[2]
- Sender Aholming (Deutschland – 207 kHz – abgeschaltet 31. Dezember 2014)[2]
- Sender Donebach (Deutschland – 153 kHz – abgeschaltet 31. Dezember 2014)[2]
- Langwellensender Hamburg-Billwerder (Deutschland – ex 151 kHz)
- Sender Erching (Deutschland – ex 173 und später 209 sowie 207 kHz)
- Sender Goliath (Deutschland – ex 15 bis 60 kHz)
- Sendemast Konstantynów (Polen – ex 225 kHz)
- Langwellensender Orlunda (Schweden – ex 189 kHz)
- Sender Felsberg-Berus (Deutschland – ex 183 kHz – abgeschaltet 2019 – abgerissen 2020)
- Radio Kootwijk (Niederlande)
- Radio Malabar (Niederländisch Ostindien – ex 49,2 kHz – in den 1940ern zerstört)
- Langwellensender Topolná (Tschechien – 270 kHz – abgeschaltet 31. Dezember 2021)[3]
- Sender Clarkstown (Irland – 252 kHz)[4]

## Bilder museal erhaltener Sender

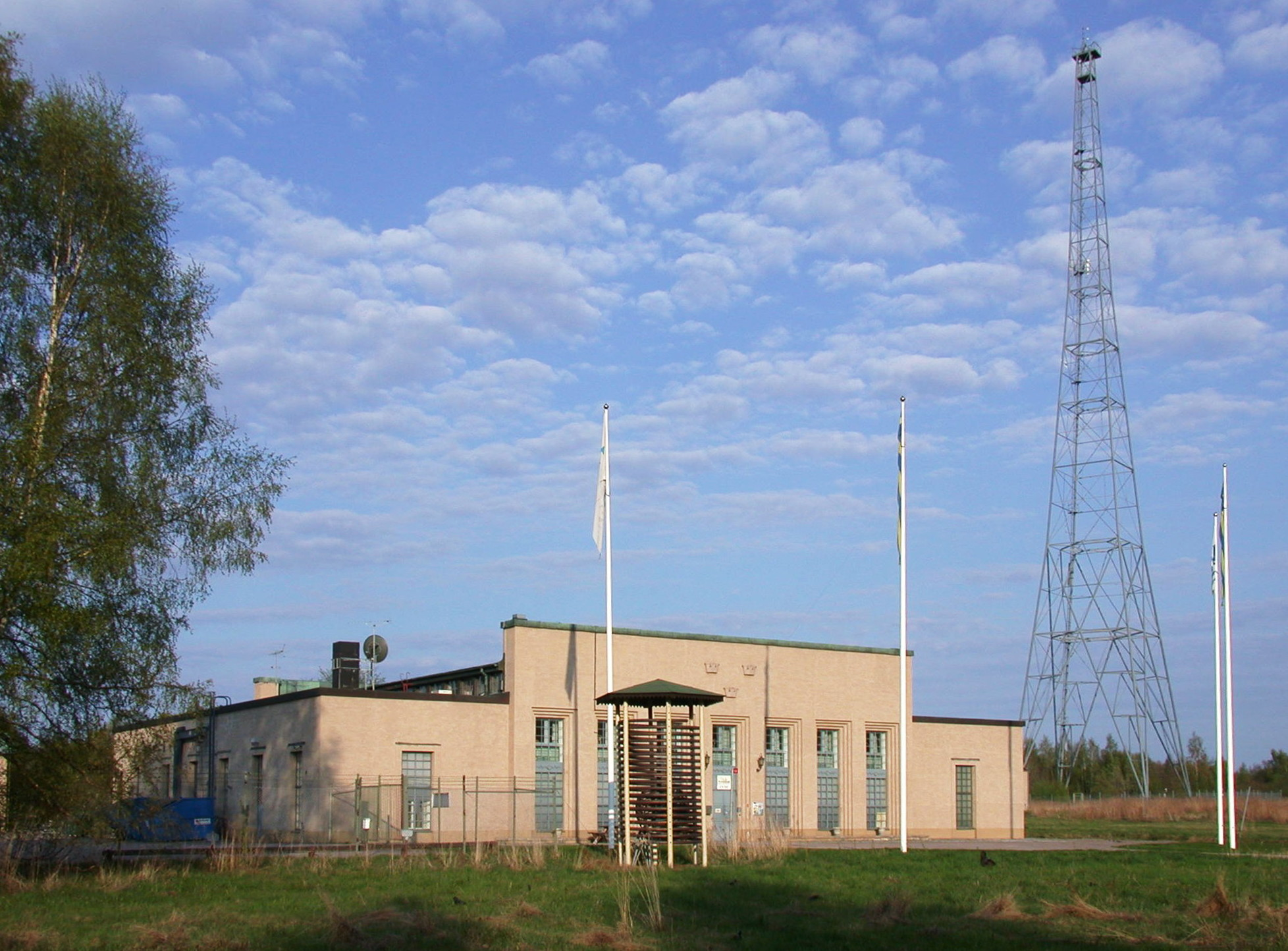
Einer der beiden Türme des 1962 stillgelegten Senders Motala (2006)
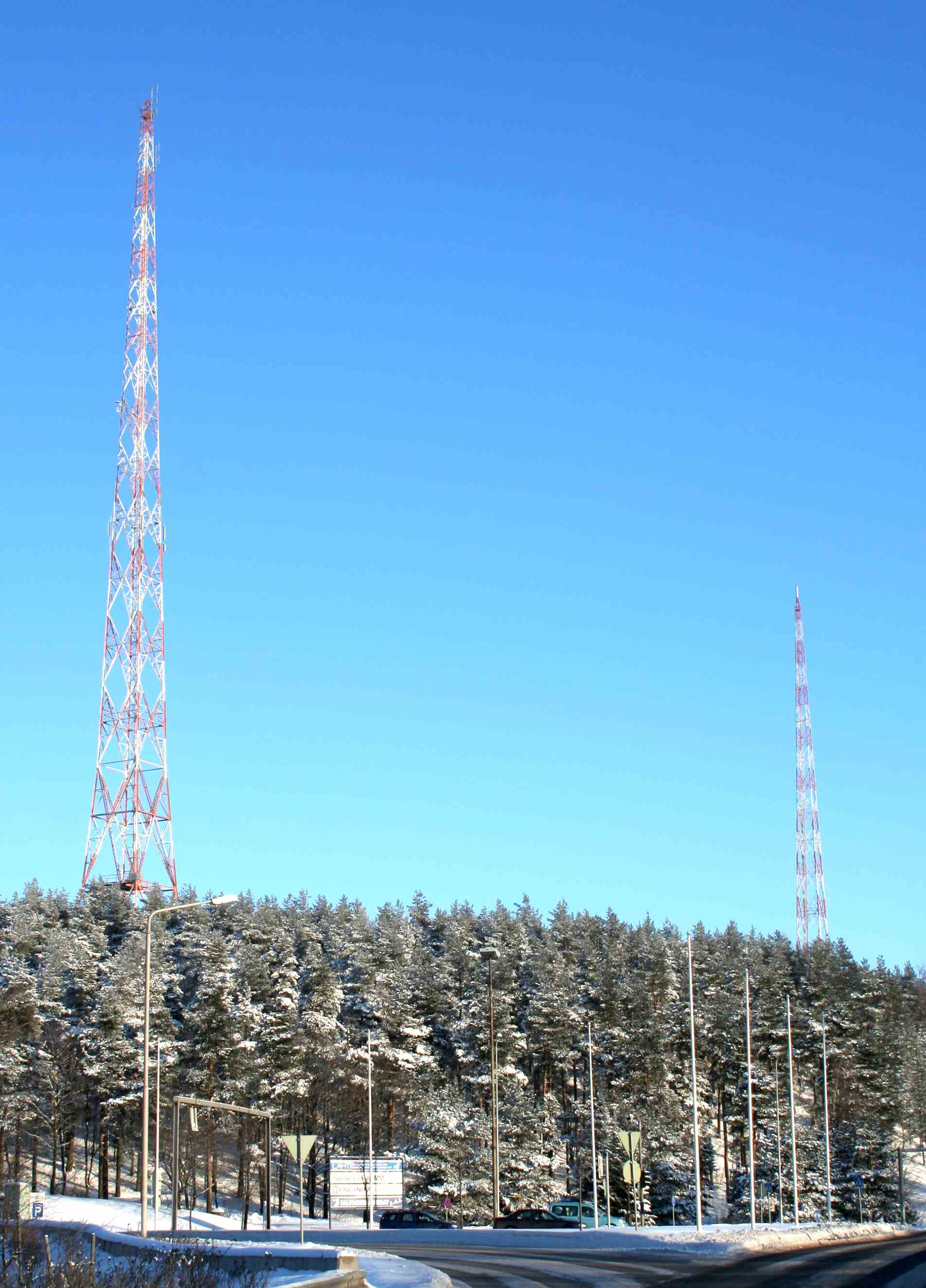
Die Türme des 1993 abgeschalteten Senders Lahti (2006)